# Festuca herrerae
Festuca herrerae är en gräsart som beskrevs av Gerrit Davidse. Festuca herrerae ingår i släktet svinglar, och familjen gräs. Inga underarter finns listade i Catalogue of Life.